# 3165 Mikawa
3165 Mikawa је астероид главног астероидног појаса чија средња удаљеност од Сунца износи 2,244 астрономских јединица (АЈ).
Апсолутна магнитуда астероида је 12,8.